# Patrick Hilliman
Patrick Silvester Hilliman (Sint Maarten, 17 april 1982) is een Nederlands basketballer. Hij speelde van 2008 tot 2013, en in 2014 in de Dutch Basketball League voor Leiden, Rotterdam en Den Helder. Ook kwam hij van 2007 tot 2011 uit voor het Nederlands nationaal basketbalteam.

## Erelijst

### Clubverband
Zorg en Zekerheid Leiden
- Landskampioen (2): 2010–11, 2012–13
- NBB-Beker (1): 2011–12
- Supercup (2): 2011, 2012

### Individueel
Rotterdam Challengers
- Lijstaanvoerder rebounds (1): 2009–10
- All-Star (1): 2010

 Zorg en Zekerheid Leiden
- All-Star (1): 2012

## Statistieken
Dutch Basketball League
|  | Lijstaanvoerder in DBL |

| Jaar    | Team               | GS | MPW  | 2P%  | 3P%  | VW%  | RPW  | APW | SPW | BPW | PPW  |
| ------- | ------------------ | -- | ---- | ---- | ---- | ---- | ---- | --- | --- | --- | ---- |
| 2009–10 | Rotterdam          | 36 | 31.8 | .541 | .000 | .663 | 10.2 | 1.1 | 1.9 | 1.5 | 13.6 |
| 2010–11 | Rotterdam / Leiden | 29 | 31.8 | .539 | .000 | .605 | 8.7  | 0.7 | 1.6 | 0.9 | 13.2 |
| 2011–12 | Leiden             | 29 | 19.3 | .589 | .000 | .681 | 5.6  | 0.3 | 0.4 | 0.7 | 8.3  |
| 2012–13 | Leiden             | 26 | 18.0 | .639 | .000 | .520 | 4.6  | 0.4 | 0.9 | 0.7 | 9.2  |